# Csepregi György (zeneszerző)
Csepregi György (Budapest, 1966. május 31. –) magyar zeneszerző, képzőművész, irodalmi publicista.
Tagja a Magyar Zeneszerzők Egyesületének, a Magyar Alkotóművészek Országos Egyesülete képzőművész tagozatának, az Alkotó Muzsikusok Társaságának és az Artisjus Magyar Szerzői Jogvédő Iroda komolyzene tagozatának. Az Artisjus száznál több művét tartja nyilván : szimfonikus- és kamarazenék, egyházi és világi kórusművek, szólóhangszerre írt darabok, illetve kísérőzenék (rádiójáték, hangoskönyv).

## Életpályája
Anyai ágon részben szicíliai olasz származású. Apai nagyapja népzenész. Komolyzenész édesapja gyermekkorától több művészeti ágban képezte. Sinkó István, majd tizenöt éves korától Váci András növendéke a BMK rajzkurzusain.
Tizenhét éves korában templomban orgonál Ozorán.
1986-ban hosszabb időt tölt Nyugat-Európában, Amszterdamban és Párizsban él.
Hazatérve számos publikációja - rajzok és írások - jelent meg rangos hazai lapokban. Résztvevője az 1990-es évek hazai avantgárd törekvéseinek a Fiatal Képzőművészek Stúdiója tagjaként (Fiatal Művészek Finnországban, 1993 kiállítások az FMK-ban és az Ernst Múzeumban, szereplője a Gallery by Nigh eseményének). Emellett kiállítást rendez a Déli Pályaudvar várójában, hajléktalanok számára.
1997-ben Érdre költözött.
2000-ben mutatják be első vallásos témájú zeneművét.
2006-tól tagja a Magyar Zeneszerzők Egyesületének. Zenéi a Magyar Katolikus Rádióban, a Kossuth Rádióban és a Bartók Rádióban hangzanak el.
Több zenés-beszélgetős műsor rendszeres vendége : Esti séta, Zene-közelben Juhász Előddel, Muzsikáló délután. Szcenikus szimfóniáját a Nádor Teremben Antal Mátyás vezényli. Rendszeres szereplője az Ars Sacra Fesztiváloknak és az AMT-napoknak.
2008-ban csatlakozik az Alkotó Muzsikusok Társasága összművészeti csoporthoz.

## Képzőművészet
Képzőművészként morális problémák foglalkoztatják, részben periférián élő emberek a modelljei ("Csavargóportrék", "Drámai portrék") emellett nonfiguratív festményeket készít, de a karikatúráit is publikálja a sajtóban.
Önálló kiállításai zenei-összművészeti produkciók, egyben szerzői estek is. Festőként és grafikusként huszonévesen lesz tagja a FKSE-nek, majd a MAOE képzőművész tagozatának. Itthon és külföldön mintegy félszáz kiállításon szerepelnek a munkái.
Egyéni kiállítások
- 1988 * Vasas Ifjúsági Ház, Budapest
- 1989 * Madách Galéria, Salgótarján
- 1990 * Budapesti Művelődési Központ
- 1992 * Studio Galéria, "Gallery by Night", Galéria 11, Budapest
- 1993 * Fiatal Művészek Klubja, Budapest
- 1994 * Bocskai Galéria, Budapest
- 1997, 2003 • Művelődési Központ, Érd
- 2000 • Petőfi Múzeum, Aszód
- 2004 • Budapesti Művelődési Központ
- 2005 • Barátság Művelődési Központ, Százhalombatta
- 2008 * Gellért Hotel, Budapest
- 2014 * Országos Idegennyelvű Könyvtár, Budapest

Válogatott csoportos kiállítások
1992 * Új Studio Tagok kiállítása, Galéria 11, Budapest • II. Országos Szobrászrajz Biennálé, Budatétényi Galéria, Budapest • Stúdió ’92, Ernst Múzeum, Budapest
1993 • Fiatal Művészek Finnországban, Imatra, Kuopio • Az utca egy álom, Lycée de Mortain, Mortain • Culturel de Saint-Lo, Saint-Lo (Franciaország) • Görög mitológia, Museum de Arte de Goiania, Goias (Brazília) • Among ideas, G. Postale, Firenze • XII. Debreceni Országos Nyári Tárlat, Aranybika Szálló, Bartók Terem, Debrecen
1994 • Stúdió ’93, Budapest Galéria Lajos u., Budapest • Sarajevo Capital Cultural, Tarragona (Spanyolország)
1995 • Stúdió ’94, Ernst Múzeum, Budapest • Bosnia-Czeczenia-Rwanda, G. Pryzmat, Krakkó (Lengyelország) • Stúdió ’95, Tűzoltó utca 72., Budapest
1997 * Magyar Szalon, Műcsarnok, Budapest
1998 • A jövő tárgyai, M. der Arbeit, Hamburg
1999 • Millennium, Vándorkiállítás (Olaszország)
2004 • Téli Tárlat, Városi Művelődési Központ, Érd.

## Irodalmi tevékenysége
Szépprózákat, esszéket, tárcákat publikál tk. az ÉS,a Mozgó Világ vagy az Irodalmi Szemle oldalain. Az ezredfordulón a Magyar Nemzet tárcaírója. Eredeti írásai mellett zanzásítva újraírja Shakespeare műveit, más írók stílusában.
2018-tól a Parlando folyóirat esszérovatának szerzője. Írásaiban filozófiai, irodalmi tájékozottsága szenvedélyes költői stílussal találkozik, ami az esszé műfajának általában nem sajátja. Ezekből az írásokból derül ki, hogy alapvetően kontemplatív alkat, egy adott kérdéssel foglalkozva a hozzátartozó széles asszociás térben és a mögöttes tartalmak sajátos értelmezésében érzi magát jól.
Ott van a Csermely folyóirat létrehozásánál, ahol 2022-től novellákat publikál. 

## A zeneszerző
Szerzői estjein összművészeti szándék mutatkozik meg, ezek egyben koncertek, kiállítások és felolvasóestek. Ezek létrehozásában Kossuth-, Príma és Junior Príma-díjas, Artisjus- és Liszt-díjas, nemzetközileg elismert művészek is segítik előadóként, műsorvezetőként : tk. Hűvösvölgyi Ildikó, Antal Mátyás, Csáki András, Razvaljajeva Anasztázia, Jaroszlava Simonova, Székely Edit, Puskás Levente, a CantuS CorvinuS Vegyeskar vagy az Anima Musicae Kamarazenekar.
Fontosabb önálló estjei: Gellért Hotel, 2008, "Egy szerző két arca", Országos Idegennyelvű Könyvtár, 2014, Nádor Terem, 2016, "Eredet", OIK, 2016, Zeneakadémia Gyakorló Iskolája - Hűvösvölgyi Ildikóval - 2017, Csepregi György zongora- és orgonaművei, vendégművész : Magala Ronnie, Horváth Márton Levente, 2019, "Csepregi 40" - vendégművész : Laczó Zoltán Vince, OIK, 2019, "Egy arc tulajdonságai", Wesselényi 17, 2020,  "Az Évszakok színei" - Mocsári Emma emlékére, Egressy Béni Művészeti Szakgimnázium díszterme, 2022, "Music from six" - vendégművész : Nógrádi Péter, Nádor Terem, 2024
Művei:
Zongoradarabok: Romance in d-moll (1981), Hat zongora improvizáció (2002), Hangszer-imitációk zongorára (2002), Le Capitaine Printemps (2002), A belső hallás (2006), Hommage az ősöknek (2009), La danzatore (2009), A gondolat utazása (2011), Simfonietta zongorára (2011), Tavaszi gyermekdalok (2012), A forrás (2014), Őszi gyermekdalok (2015), Párbeszéd a természettel - pno, elektronika), Egy arc tulajdonságai- variációk és fúga egy rövid témára (2020)
Egyéb szólóhangszerre írt művek: Diptichon -két mitológiai portré (fuvolára, 2011), Két mediterrán portré (gitárra,2017)
Kamarazenék: Tél-sirató táncok (fl. pno, perc., 2013), G-a-l-l-a-i variációk (windwood qartet, pno, 2013), Northern (alo sax, pno, 2014), Szerenád (Vc, pno, 2015), Tavaszi kórus (fl. ob. fg. verzió : 2001, sax. trio verzió : 2017), Két görög mese, alto fl., pno, 2020), Step Dancer Rag (pno verzió :1990, sax.quartet verzió : 2022) 
Versenyművek: B-dúr versenymű trombitára és orgonára (1983), Zongoraverseny (2016)
Szimfonikus zene: Szcenikus szimfónia (2016)
Egyházi és világi kórusművek
továbbá : könnyűzene (jazz-rock), kísérőzenék

## Nyomtatott források
- Kortárs Magyar Művészeti Lexikon, 1. kötet, 1999, Enciklopedia kiadó, ISBN 963 8477 43 1
- Magyar Festők és Grafikusok Életrajzi Lexikona, 1. kötet, NBA Kiadó, ISBN 9632025318
- A Magyar Irodalom Évkönyve, 1994, Széphalom könyvműhely
- JAK-Lexikon, JAK Irodalmi Egyesület, 2004
- Who is who Magyarországon?
- Farkas Anita: A Gallery by Night, BA szakdolgozat, Szabadbölcsész szak, Művészettörténet szakirány, 2012
- Luty Johanna: 25 éves az Alkotó Muzsikusok Társasága, BA szakdolgozat, Szegedi Tudományegyetem Juhász Gyula Pedagógusképző Kar, Ének-zene Tanszék, 2012, JGYPK 00 183/2012 OKL